# 免の石
免の石（めんのいし）は、熊本県阿蘇郡南阿蘇村大字河陰にある巨石である。

## 概説
かつては高さ約40メートルの崖にできた割れ目に挟まって、宙に浮いているように見え、「落ちない石」のパワースポットとして受験生にも人気があった。
しかし、2016年の熊本地震によって4月16日未明に落下した。石は一時行方不明になったが、約70メートル離れた山林内で砕けずに残っているのが発見された。石のあった場所の真下には、落下した際の衝撃で、岩盤に2か所のくぼみができていた。
縦は約3メートル、横は約2メートル、重さ約5トン。南阿蘇の火山活動や侵食により、南外輪山の中腹、高さ約40メートルの岸壁の割れ目に挟まれた状態で取り残されたものと考えられる。私有地のため、入山には許可が必要で、南阿蘇村観光協会によってトレッキング・コースが整備され、ガイドの案内で観光できる。
地震後は、石が落ちた後の空洞の形が猫のように見えることから、観光協会では〈招き猫の空洞〉としてピーアールすることとし、同年秋からトレッキング・コースを再整備している。
2019年に九州観光推進機構が発表した「旅好きが選ぶ！九州観光ランキング 2018」において、第1位に選ばれている。

## 名前の由来
岸壁に挟まれ、浮いて見える石は「龍が産み落とした卵」として、古くは「娩の石」と呼ばれていた。それが「免の石」に変化したと言い伝えられている。また、「災いを免じる」という意味から名付けられたとも言われる。